# Музыкальная шкатулка (фильм, 1989)
«Музыкальная шкатулка» (англ. Music Box) — американский драматический фильм 1989 года, в котором рассказывается история венгерско-американского иммигранта, обвиняемого в том, что он был военным преступником. Сюжет фильма связан с его дочерью и адвокатом, который его защищает. Сценарий был написан Джо Эстерхазом, режиссёр фильма — Коста-Гаврас. В главных ролях — Джессика Лэнг и Армин Мюллер-Шталь.
Фильм основывается на событиях из жизни Ивана Демьянюка и семьи самого Джо Эстерхаза. Награждён главным призом Берлинского кинофестиваля — «Золотым медведем».

## Сюжет
Адвокат Энн Тэлбот узнаёт, что её отец, венгерский иммигрант Майкл Дж. Ласло, находится в опасности в связи с тем, что его американское гражданство отменено. Это произошло из-за обвинения в военных преступлениях, совершённых во время Второй мировой войны. Между тем он настаивает на том, что это грубая ошибка. Энн решает выступить защитой её отца.
По словам прокурора Джека Берка из Управления специальных расследований, Майкл Ласло — простой политический беженец и семейный человек — скорее всего является «Мишкой», бывшим командиром эскадрона смерти фашистской и расистской партии «Скрещённые стрелы Венгрии». Во время осады Будапешта Мишка и его подразделение подвергли пыткам и убили десятки венгерских евреев, цыган и многих других людей. Для Анны эти обвинения являются абсурдными. Ласковый отец-одиночка, который вырастил её, не мог совершить такие преступления.

## В ролях
- Джессика Лэнг — Анна Талбот
- Армин Мюллер-Шталь — Майк Ласло
- Фредерик Форрест — Джек Бёрк
- Дональд Моффат — Гарри Талбот
- Лукас Хаас — Майки Талбот
- Эльжбета Чижевская — Мелинда Золдан
- Джеймс Загел — судья Ирвин Силвер
- Майкл Рукер — Карчи Ласло
- Габор Конц — Limo Driver

## Награды
- 1990 — приз «Золотой медведь» на 40-м Берлинском кинофестивале.
- 1990 — Номинация на премию «Оскар» за лучшую женскую роль (Джессика Лэнг).
- 1990 — Номинация на премию «Золотой глобус» за лучшую женскую роль в драматическом фильме (Джессика Лэнг).
- 1990 — Номинация на премию «Молодой актёр» в категории «лучший молодой актёр второго плана в кинофильме» (Лукас Хаас).